# (731) Sorga
(731) Sorga es un asteroide perteneciente al cinturón de asteroides descubierto el 15 de abril de 1912 por Adam Massinger desde el observatorio de Heidelberg-Königstuhl, Alemania.
Está nombrado por la palabra indonesia para cielo.